# Lost Soul
I Lost Soul sono un gruppo musicale technical death metal polacco formatosi a Breslavia nel 1991.

## Formazione
- Jacek Grecki - chitarra, voce (1991-presente)
- Rafał Przewłocki - basso (2017-presente)
- Rafał Miedziński - batteria (2017-presente)
- Michał Włosik - chitarra (2017-presente)

## Discografia

### Demo
- 1992 - Necrophil
- 1993 - Eternal Darkness
- 1994 - Superior Ignotum
- 1998 - ...Now Is Forever

### Split
- 1999 - Disco's Out, Slaughter's In
- 2000 - Polish Assault

### Album studio
- 2000 - Scream of the Mourning Star
- 2002 - Übermensch (Death of God)
- 2005 - Chaostream
- 2009 - Immerse in Infinity